# ذخيرة خطاطة

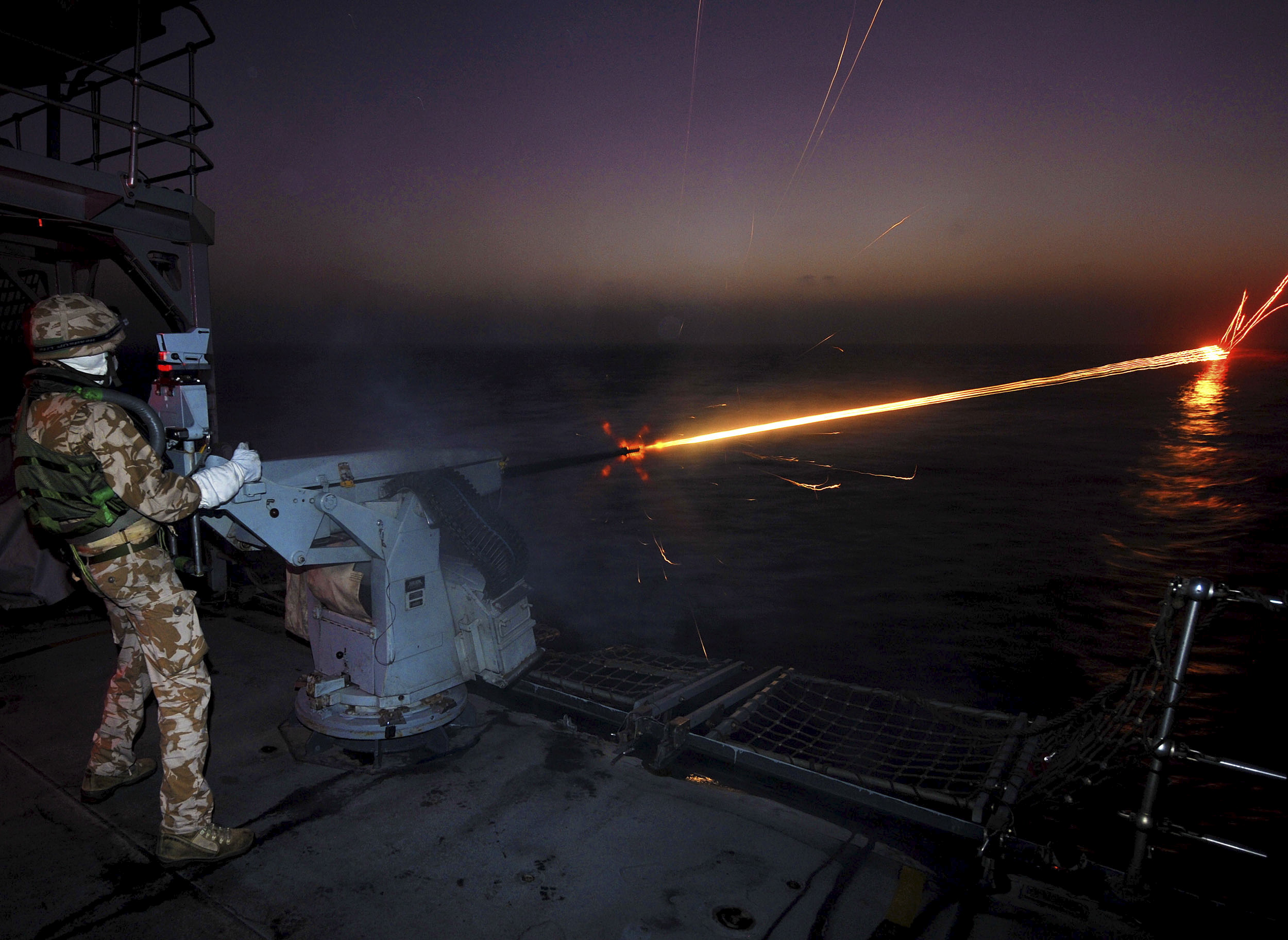
إطلاق ذخيرة خطاطة في عملية تدريبية ليلاً من مدفع آلي عيار 20 مم.

الذخيرة الخطاطة   هي طلقات أو قذائف مدفعية تحوي في قاعدتها على شحنة تقنية نارية قادرة عند إطلاقها على الاشتعال، مما يولد وراءها أثراً ملحوظاً للعيان لحركة المقذوف.
تعد الذخيرة الخطاطة ذات أهمية، حيث تطلق عادةً من القادة العسكريين من أجل تركيز الاهتمام على هدف معين أثناء المعارك القتالية.

## هوامش
1. ↑   أو الذخيرة الكاشفة [2]